# Seven de Hong Kong 2007
El Seven de Hong Kong de 2007 fue la trigésima segunda edición del torneo de rugby 7, fue el quinto torneo de la temporada 2006-07 de la Serie Mundial Masculina de Rugby 7.
Se disputó en la instalaciones del Hong Kong Stadium.

## Fase de grupos

### Grupo A
| Equipo    | Encuentros | Encuentros | Encuentros | Encuentros | Tantos  | Tantos    | Puntos |
| Equipo    | jugados    | ganados    | empatados  | perdidos   | a favor | en contra | Puntos |
| --------- | ---------- | ---------- | ---------- | ---------- | ------- | --------- | ------ |
| Fiyi      | 3          | 3          | 0          | 0          | 99      | 7         | 9      |
| Escocia   | 3          | 2          | 0          | 1          | 84      | 54        | 7      |
| Portugal  | 3          | 1          | 0          | 2          | 61      | 66        | 5      |
| Sri Lanka | 3          | 0          | 0          | 3          | 28      | 145       | 3      |

Nota: Se otorgan 3 puntos al equipo que gane un partido, 2 al que empate y 1 al que pierda

### Grupo B
| Equipo       | Encuentros | Encuentros | Encuentros | Encuentros | Tantos  | Tantos    | Puntos |
| Equipo       | jugados    | ganados    | empatados  | perdidos   | a favor | en contra | Puntos |
| ------------ | ---------- | ---------- | ---------- | ---------- | ------- | --------- | ------ |
| Sudáfrica    | 3          | 3          | 0          | 0          | 121     | 12        | 9      |
| Tonga        | 3          | 2          | 0          | 1          | 94      | 55        | 7      |
| Gales        | 3          | 1          | 0          | 2          | 68      | 64        | 5      |
| China Taipéi | 3          | 0          | 0          | 3          | 17      | 169       | 3      |

### Grupo C
| Equipo | Encuentros | Encuentros | Encuentros | Encuentros | Tantos  | Tantos    | Puntos |
| Equipo | jugados    | ganados    | empatados  | perdidos   | a favor | en contra | Puntos |
| ------ | ---------- | ---------- | ---------- | ---------- | ------- | --------- | ------ |
| Samoa  | 3          | 3          | 0          | 0          | 144     | 12        | 9      |
| Canadá | 3          | 1          | 0          | 2          | 46      | 67        | 5      |
| Japón  | 3          | 1          | 0          | 2          | 52      | 92        | 5      |
| China  | 3          | 1          | 0          | 2          | 38      | 108       | 5      |

### Grupo D
| Equipo        | Encuentros | Encuentros | Encuentros | Encuentros | Tantos  | Tantos    | Puntos |
| Equipo        | jugados    | ganados    | empatados  | perdidos   | a favor | en contra | Puntos |
| ------------- | ---------- | ---------- | ---------- | ---------- | ------- | --------- | ------ |
| Nueva Zelanda | 3          | 3          | 0          | 0          | 146     | 19        | 9      |
| Italia        | 3          | 1          | 0          | 2          | 38      | 63        | 5      |
| Kenia         | 3          | 1          | 0          | 2          | 33      | 79        | 5      |
| Rusia         | 3          | 1          | 0          | 2          | 27      | 80        | 5      |

### Grupo E
| Equipo        | Encuentros | Encuentros | Encuentros | Encuentros | Tantos  | Tantos    | Puntos |
| Equipo        | jugados    | ganados    | empatados  | perdidos   | a favor | en contra | Puntos |
| ------------- | ---------- | ---------- | ---------- | ---------- | ------- | --------- | ------ |
| Inglaterra    | 3          | 3          | 0          | 0          | 95      | 35        | 9      |
| Argentina     | 3          | 2          | 0          | 1          | 57      | 45        | 7      |
| Hong Kong     | 3          | 1          | 0          | 2          | 38      | 69        | 5      |
| Corea del Sur | 3          | 0          | 0          | 3          | 40      | 81        | 3      |

### Grupo F
| Equipo         | Encuentros | Encuentros | Encuentros | Encuentros | Tantos  | Tantos    | Puntos |
| Equipo         | jugados    | ganados    | empatados  | perdidos   | a favor | en contra | Puntos |
| -------------- | ---------- | ---------- | ---------- | ---------- | ------- | --------- | ------ |
| Australia      | 3          | 3          | 0          | 0          | 62      | 40        | 9      |
| Estados Unidos | 3          | 2          | 0          | 1          | 42      | 25        | 7      |
| Túnez          | 3          | 1          | 0          | 2          | 38      | 45        | 5      |
| Francia        | 3          | 0          | 0          | 3          | 31      | 63        | 3      |

## Fase final

### Cuartos de final
| 1 de abril | Fiyi | 28 - 7 | Escocia |  |  |

| 1 de abril | Inglaterra | 0 - 26 | Nueva Zelanda |  |  |

| 1 de abril | Samoa | 26 - 17 | Australia |  |  |

| 1 de abril | Tonga | 7 - 19 | Sudáfrica |  |  |

### Semifinal
| 2 de abril | Fiyi | 21 - 12 | Nueva Zelanda |  |  |

| 2 de abril | Samoa | 10 - 0 | Sudáfrica |  |  |

### Final
| 2 de abril | Fiyi | 22 - 27 | Samoa |  |  |

| Bandera de Samoa       |
| Campeón Samoa          |
| 2º título del circuito |